# Asienmesterskabet i håndbold 2010 (mænd)
Asienmesterskabet i håndbold 2010 for mænd var det 14. Asienmesterskab i håndbold for mandlige håndboldlandshold. Mesterskabet blev arrangeret af Asian Handball Federation og afviklet i Beirut, Libanon i perioden 6. – 19. februar 2010.
Turneringen havde deltagelse af 12 hold, som ud over den asiatiske mesterskabstitel også spillede om tre ledige pladser ved VM 2011 i Sverige. Der var egentlig tilmeldt 13 hold til mesterskabet, men den 12. januar 2010 fulgte IHF op på IOC's udelukkelse af Kuwait for overtrædelse af det olympiske charters bestemmelser om den olympiske bevægelses uafhængighed og suspenderede al kuwaitisk deltagelse i international håndbold. Dette medførte, at Kuwait blev udelukket fra mesterskabet.
Mesterskabet blev for ottende gang gennem tiden vundet af Sydkorea, som i finalen besejrede Bahrain med 32-25. Andenpladsen var Bahrains bedste resultat ved asienmesterskabet indtil da, idet holdets bedste placering forinden havde været tredjepladsen i 1995. Bronzemedaljerne blev vundet af Japan, som i bronzekampen vandt 33-30 over Saudi-Arabien efter forlænget spilletid.
Irak deltog i asienmesterskabet for første gang og endte som nr. 10 af de 12 hold.

## Resultater

### Indledende runde
Oprindeligt var 13 hold tilmeldt mesterskabet, og den oprindelige gruppeinddeling til den indledende runde var følgende:
| Gruppe A      |
| ------------- |
| Saudi-Arabien |
| Kina          |
| Syrien        |
| Irak          |

| Gruppe B |
| -------- |
| Kuwait   |
| Japan    |
| Bahrain  |

| Gruppe C |
| -------- |
| Sydkorea |
| Qatar    |
| FAE      |

| Gruppe D |
| -------- |
| Iran     |
| Libanon  |
| Jordan   |

Den 12. januar 2010 fulgte IHF op på IOC's udelukkelse af Kuwait for overtrædelse af IOC's charters bestemmelser om den olympiske bevægelses uafhængighed og suspenderede al kuwaitisk deltagelse i international håndbold. Dermed fratog IHF altså Kuwait muligheden for at deltage i mesterskabet. Det medførte, at der kun var to hold tilbage i gruppe B, og derfor blev Irak flyttet fra gruppe A til gruppe B, således at alle fire grupper kom til at bestå af tre hold.
| Gruppe A      |
| ------------- |
| Saudi-Arabien |
| Kina          |
| Syrien        |

| Gruppe B |
| -------- |
| Japan    |
| Bahrain  |
| Irak     |

| Gruppe C |
| -------- |
| Sydkorea |
| Qatar    |
| FAE      |

| Gruppe D |
| -------- |
| Iran     |
| Libanon  |
| Jordan   |

De 12 hold spillede i fire grupper med tre hold, hvorfra de to bedste hold i hver gruppe gik videre til hovedrunden.

#### Gruppe A
| Dato  | Tid   | Kamp                   | Res.  |
| ----- | ----- | ---------------------- | ----- |
| 6.2.  | 14:00 | Saudi-Arabien - Syrien | 23-22 |
| 8.2.  | 16:00 | Syrien - Kina          | 28-21 |
| 10.2. | 17:30 | Saudi-Arabien - Kina   | 20-22 |

| Hold          | Kampe | Mål   | Point |
| ------------- | ----- | ----- | ----- |
| Syrien        | 2     | 50-44 | 2     |
| Saudi-Arabien | 2     | 43-44 | 2     |
| Kina          | 2     | 43-48 | 2     |

#### Gruppe B
| Dato  | Tid   | Kamp            | Res.  |
| ----- | ----- | --------------- | ----- |
| 7.2.  | 16:00 | Japan - Irak    | 35-21 |
| 9.2.  | 16:00 | Irak - Bahrain  | 19-30 |
| 11.2. | 16:00 | Japan - Bahrain | 31-27 |

| Hold    | Kampe | Mål   | Point |
| ------- | ----- | ----- | ----- |
| Japan   | 2     | 66-48 | 4     |
| Bahrain | 2     | 57-50 | 2     |
| Irak    | 2     | 40-65 | 0     |

#### Gruppe C
| Dato  | Tid   | Kamp             | Res.  |
| ----- | ----- | ---------------- | ----- |
| 7.2.  | 17:30 | Sydkorea - FAE   | 30-23 |
| 9.2.  | 17:30 | FAE - Qatar      | 25-25 |
| 11.2. | 17:30 | Sydkorea - Qatar | 29-23 |

| Hold                  | Kampe | Mål   | Point |
| --------------------- | ----- | ----- | ----- |
| Sydkorea              | 2     | 59-46 | 4     |
| Qatar                 | 2     | 48-54 | 1     |
| Foren. Arab. Emirater | 2     | 48-55 | 1     |

#### Gruppe D
| Dato  | Tid   | Kamp             | Res.  |
| ----- | ----- | ---------------- | ----- |
| 6.2.  | 16:30 | Jordan - Libanon | 21-34 |
| 8.2.  | 17:30 | Iran - Jordan    | 38-23 |
| 10.2. | 16:00 | Iran - Libanon   | 25-16 |

| Hold    | Kampe | Mål   | Point |
| ------- | ----- | ----- | ----- |
| Iran    | 2     | 63-39 | 4     |
| Libanon | 2     | 50-46 | 2     |
| Jordan  | 2     | 44-72 | 0     |

### Hovedrunde
De to bedste hold fra hver indledende gruppe spillede i hovedrunden om fire pladser i semifinalerne. De otte hold var inddelt i to nye grupper med fire hold i hver. Vinderne af de indledende grupper B og D samt toerne fra gruppe A og C samledes i hovedrundegruppe A, mens de øvrige fire hold spillede i hovedrundegruppe B.
Vinderne og toerne i de to hovedrundegrupper gik videre til semifinalerne, treerne gik videre til kampen om 5.- og 6.-pladsen, mens firerne måtte tage til takke med at spille om 7.- og 8.-pladsen.

#### Gruppe A
| Dato  | Tid   | Kamp                  | Res.  |
| ----- | ----- | --------------------- | ----- |
| 13.2. | 18:00 | Iran - Saudi-Arabien  | 16-29 |
| 13.2. | 20:00 | Japan - Qatar         | 29-20 |
| 14.2. | 18:00 | Iran - Qatar          | 20-22 |
| 14.2. | 20:00 | Japan - Saudi-Arabien | 26-28 |
| 15.2. | 18:00 | Qatar - Saudi-Arabien | 26-26 |
| 15.2. | 20:00 | Japan - Iran          | 36-23 |

| Hold          | Kampe | Mål   | Point |
| ------------- | ----- | ----- | ----- |
| Saudi-Arabien | 3     | 80-71 | 5     |
| Japan         | 3     | 91-71 | 4     |
| Qatar         | 3     | 68-75 | 3     |
| Iran          | 3     | 62-84 | 0     |

#### Gruppe B
| Dato  | Tid   | Kamp               | Res.  |
| ----- | ----- | ------------------ | ----- |
| 13.2. | 14:00 | Syrien - Bahrain   | 32-35 |
| 13.2. | 16:00 | Sydkorea - Libanon | 38-23 |
| 14.2. | 14:00 | Sydkorea - Bahrain | 39-26 |
| 14.2. | 16:00 | Syrien - Libanon   | 32-29 |
| 15.2. | 14:00 | Syrien - Sydkorea  | 25-35 |
| 15.2. | 16:00 | Libanon - Bahrain  | 18-36 |

| Hold     | Kampe | Mål     | Point |
| -------- | ----- | ------- | ----- |
| Sydkorea | 3     | 112-074 | 6     |
| Bahrain  | 3     | 097-089 | 4     |
| Syrien   | 3     | 089-099 | 2     |
| Libanon  | 3     | 070-106 | 0     |

### Placeringskampe

#### Kampe om 9.- til 12.-pladsen
De fire hold, som sluttede på sidstepladserne i de indledende grupper, spillede om 9.- til 12.-pladsen.
| Dato                | Tid   | Kamp          | Res.  |
| ------------------- | ----- | ------------- | ----- |
| Semifinaler         |       |               |       |
| 14.2.               | 12:00 | Kina - FAE    | 28-25 |
| 15.2.               | 12:00 | Irak - Jordan | 30-26 |
| Kamp om 11.-pladsen |       |               |       |
| 16.2.               | 16:00 | FAE - Jordan  | 43-36 |
| Kamp om 9.-pladsen  |       |               |       |
| 16.2.               | 18:00 | Irak - Kina   | 25-30 |

| Plac. | Hold                  |
| ----- | --------------------- |
| 9.    | Kina                  |
| 10.   | Irak                  |
| 11.   | Foren. Arab. Emirater |
| 12.   | Jordan                |

#### Kampe om 5.- til 8.-pladsen
De to hold, som sluttede på tredjepladserne i hovedrundegrupperne, spillede om 5.- og 6.-pladsen, mens holdene, der sluttede på fjerdepladserne, spillede om 7.- og 8.-pladsen.
| Dato               | Tid   | Kamp           | Res.  |
| ------------------ | ----- | -------------- | ----- |
| Kamp om 7.-pladsen |       |                |       |
| 17.2.              | 14:00 | Iran - Libanon | 33-23 |
| Kamp om 5.-pladsen |       |                |       |
| 17.2.              | 16:00 | Syrien - Qatar | 30-31 |

| Plac. | Hold    |
| ----- | ------- |
| 5.    | Qatar   |
| 6.    | Syrien  |
| 7.    | Iran    |
| 8.    | Libanon |

### Semifinaler, bronzekamp og finale
| Dato        | Tid   | Kamp                    | Res.  |
| ----------- | ----- | ----------------------- | ----- |
| Semifinaler |       |                         |       |
| 17.2.       | 18:00 | Saudi-Arabien - Bahrain | 25-26 |
| 17.2.       | 20:00 | Sydkorea - Japan        | 30-23 |
| Bronzekamp  |       |                         |       |
| 19.2.       | 14:00 | Saudi-Arabien - Japan   | 30-33 |
| Finale      |       |                         |       |
| 19.2.       | 16:00 | Bahrain - Sydkorea      | 25-32 |

| Plac.  | Hold          |
| ------ | ------------- |
| Guld   | Sydkorea      |
| Sølv   | Bahrain       |
| Bronze | Japan         |
| 4.     | Saudi-Arabien |